# Address Unknown (2001)
Address Unknown ist ein Film des südkoreanischen Regisseurs Kim Ki-duk aus dem Jahre 2001. Mit diesem Film wurden die Filmfestspiele von Venedig von 2001 eröffnet.

## Handlung
Der Film spielt im Jahr 1970. Der Freund der Protagonistin ist Hundemetzger und hat zudem im Krieg für die Kommunisten gekämpft. Ihr unehelicher Sohn, von einem US-Soldaten abstammend, kann ihn nicht leiden. Ihre an ihn gerichteten Briefe kommen mit Address unknown zurück.
Ohne Zusammenhang mit diesem Personenkreis erzählt der Film von einem verklemmten jungen Mann der einem Mädchen hinterherspioniert. Als deren geliebter Hund verschwindet, riskiert er sein Leben um diesen zurückzubringen. Ein amerikanischer Soldat gibt dem Mädchen Geld für eine Operation, wenn sie seine Freundin wird. Sie willigt ein, doch die Kommunikation ist fast unmöglich, so dass sofortige Entfremdung stattfindet.